# ロバート・スミス (国務長官)

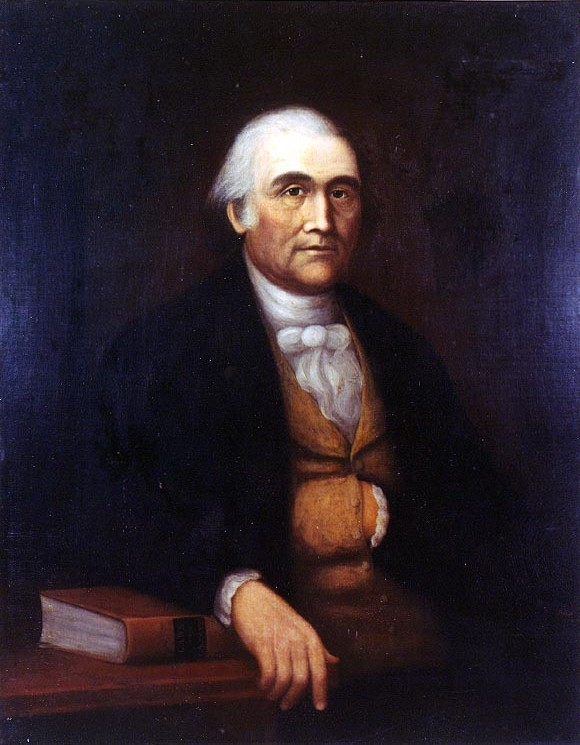
ロバート・スミス

ロバート・スミス（Robert Smith, 1757年11月3日 - 1842年11月26日)は、アメリカ合衆国の政治家。第2代アメリカ合衆国海軍長官および第6代アメリカ合衆国国務長官を務めた。

## 生涯
スミスはペンシルベニア州ランカスターで生まれた。アメリカ独立戦争中は大陸軍に加わり、ブランディワインの戦いに参加した。スミスは1781年にプリンストン大学を卒業し、メリーランド州で弁護士を始めた。スミスは1789年に選挙人団の一員となり、1793年から1795年まで州上院議員、1796年から1800年まで州下院議員を務めた。
1801年7月27日、トーマス・ジェファーソン大統領は1801年7月27日にスミスを海軍長官に任命した。1805年3月2日、上院はスミスを司法長官として承認し、後任の海軍長官にはジェイコブ・クラウニンシールドが指名された。しかしながらクラウニンシールドは健康的理由により着任を辞退したため、スミスは海軍長官を継続し、司法長官を代行した。
その後ジェファーソン大統領は、ジョン・ブレッキンリッジをスミスの代わりに司法長官として任命した。スミスは引き続き海軍長官を務め、ジェファーソン大統領の任期終了の1809年3月4日に海軍長官を退任した。ジェームズ・マディソンが新たに大統領に就任すると、マディソンはスミスを国務長官に任命した。スミスは1809年3月6日から1811年4月1日に辞職するまで同職を務めた。
スミスは1813年にまだ完全に組織されていなかったアメリカ聖書協会の会長に就任した。1818年にはメリーランド農業協会の初代会長に就任し、退任後は豊かな生活を送った。ロバート・スミスは1842年11月26日にメリーランド州ボルチモアで死去した。
スミスの死後、アメリカ海軍では、スミスの功績を称えて、駆逐艦ロバート・スミスにその名が付けられた。